# Ametrea nebulalis
Ametrea nebulalis is een vlinder uit de familie van de grasmotten (Crambidae), uit de onderfamilie van de Spilomelinae. De wetenschappelijke naam van deze soort is voor het eerst voorgesteld als Leucochroma nebulalis door Francis Walker in een publicatie uit 1866.
De soort komt voor in Indonesië (Soela-archipel).